# Viện Hối đoái Việt Nam Cộng hòa
Viện Hối đoái là một đơn vị chuyên môn trực thuộc Ngân hàng Quốc gia Việt Nam, cơ quan trung ương phụ trách chính sách tiền tệ của chính quyền Việt Nam Cộng hòa. Viện này chịu trách nhiệm quản lý thị trường ngoại hối, điều tiết tỷ giá và giám sát các hoạt động chuyển đổi ngoại tệ tại miền Nam Việt Nam trong thời kỳ chiến tranh Việt Nam. Trụ sở cơ quan này lúc đầu tọa lạc tại số 1 Tôn Thất Đạm, về sau mới chuyển sang số 17 Bến Chương Dương, Sài Gòn. 

## Lịch sử
Dưới thời Quốc gia Việt Nam, Viện Hối đoái được thành lập do Sắc lệnh số 168-TC ngày 31 tháng 12 năm 1954 nhằm thay thế Viện Phát hành Đông Dương và Viện Hối đoái Đông Dương vừa bị giải thể vào lúc đó. Đồng thời Dụ số 48 ngày 31 tháng 12 năm 1954 thiết lập Ngân hàng Quốc gia quy định Viện Hối đoái như một bộ phận riêng biệt của Ngân hàng Quốc gia. Đến khi ban hành Sắc lệnh số 34-TTP ngày 8 tháng 4 năm 1963 mới ấn định quy chế của cơ quan này. Ban đầu, Viện này có nhiệm vụ bảo vệ tài sản quốc gia về ngoại tệ, kiểm soát các vụ chuyển ngân có tính cách tài chính hoặc thương mại, kiểm soát các tài sản của người nước ngoài ở Việt Nam và của người Việt Nam tại nước ngoài.
Tuy nhiên, trong quá trình cải tổ hành chính và tài chính những năm sau đó, Viện Hối đoái được tách khỏi Ngân hàng Quốc gia và chuyển thành một cơ quan tự trị trực thuộc Bộ Tài chánh, nhằm phân biệt rõ ràng giữa chức năng phát hành tiền tệ do Ngân hàng Quốc gia đảm nhiệm và chức năng điều hành ngoại hối do Viện Hối đoái đảm nhiệm. Việc tái cấu trúc tổ chức đã được ghi nhận trong các tài liệu hành chính và tổng kết chức năng của hệ thống tài chính thời Đệ Nhất Cộng hòa.
Sau đảo chính ngày 1 tháng 11 năm 1963, dẫn đến sự sụp đổ của chế độ Ngô Đình Diệm, nhiều cơ quan trung ương bị Hội đồng Quân nhân Cách mạng giải thể hoặc cải tổ. Tuy nhiên, Viện Hối đoái không bị giải thể mà tiếp tục tồn tại và hoạt động dưới sự điều hành của các chính phủ kế nhiệm. Cơ quan này được xem là thiết yếu trong việc ổn định tỷ giá và đảm bảo khả năng thanh toán quốc tế trong bối cảnh kinh tế miền Nam Việt Nam phụ thuộc lớn vào viện trợ nước ngoài. Đến năm 1966, Viện Hối đoái chấm dứt tư cách pháp nhân độc lập và được sáp nhập trở lại vào Ngân hàng Quốc gia Việt Nam như một bộ phận nội bộ, chấm dứt giai đoạn hoạt động như một cơ quan tự trị.
Viện Hối đoái tồn tại cho đến khi chính quyền Việt Nam Cộng hòa sụp đổ vào ngày 30 tháng 4 năm 1975. Sau đó, toàn bộ hệ thống Ngân hàng Quốc gia Việt Nam, bao gồm cả Viện Hối đoái, đều được Chính phủ Cách mạng lâm thời Cộng hòa miền Nam Việt Nam tiếp quản và sát nhập vào Ngân hàng Nhà nước Việt Nam.

## Tổ chức
Viện Hối đoái được tổ chức như sau:
- Văn phòng Tổng Giám đốc: 
  - Phòng Văn thư, hành chính, vật liệu.
  - Ban Điện cơ.
- Nha Chuyển ngân Tài chánh và Thương mãi: 
  - Sở Chuyển ngân Tài chánh.
  - Sở Chuyển ngân Thương mại.
- Nha Kiểm soát và Nghiên cứu: 
  - Sở Kiểm soát Chuyển ngân.
  - Sở Kiểm soát Tài sản.
  - Sở Nghiên cứu, Pháp chế, Tố tụng.

Mỗi Nha do một Giám đốc điều khiển và mỗi Sở do một Chánh sự vụ điều khiển. Tùy nhu cầu công vụ do Hội đồng Quản trị Ngân hàng Quốc gia xét, có thể cử thêm những chức vụ phụ tá. Tổ chức và điều hành các Nha, Sở được ấn định bằng quyết định của Thống đốc Ngân hàng Quốc gia, sau khi có sự thỏa hiệp của Hội đồng Quản trị. Ngoài ra còn có một Phòng đổi bạc trực thuộc Ban Giám đốc, phụ trách việc đổi ngoại tệ bằng tiền mặt do du khách ngoại quốc mang tới Việt Nam.
Về phương diện hành chính các chi phí do Ngân hàng Quốc gia đài thọ. Về phương diện nhân viên, Tổng Giám đốc Viện Hối đoái được bổ nhiệm bằng nghị định của Tổng thống, các nhân viên phụ tá và thừa hành do Thống đốc Ngân hàng Quốc gia bổ nhiệm. Về phương diện chuyên môn, Viện Hối đoái đặt dưới quyền điều khiển của Bộ Tài chánh. Viện Hối đoái Viện đặt dưới quyền điều khiển của một Tổng Giám đốc và có một Phó Tổng Giám đốc phụ tá.

## Nhiệm vụ
Dưới sự kiểm soát của Hội đồng Quản trị Ngân hàng Quốc gia, Viện Hối đoái phụ trách: 
1. Nghiên cứu và thi hành các luật lệ về hối đoái.[6]
2. Tập trung và kiểm soát tất cả các nghiệp vụ liên quan đến ngoại tệ của quốc gia, kể cả ngoại tệ do ngoại viện cung cấp hoặc vay nợ.[6]
3. Kiểm soát các tài sản bằng ngoại tệ chiếu luật lệ được ban hành về kiểm soát hối đoái.[6]

Trong khi thi hành các nhiệm vụ và vì tính cách đặc biệt của luật lệ hối đoái. Viện Hối đoái được phép ban hành những cáo thị, chỉ thị hoặc thông tư, tùy trường hợp, sau khi tham khảo ý kiến của Ủy ban Hối đoái và được sự thỏa thuận của Hội đồng Quản trị Ngân hàng Quốc gia. Viện Hối đoái phụ trách soạn thảo bản dự trù hàng năm chi và thu về ngoại tệ, đệ trình Hội đồng Quản trị Ngân hàng Quốc gia quyết định.
Viện Hối đoái được sắp ngang hàng một Tổng nha và đặt dưới sự điều khiển trực tiếp của một Tổng Giám đốc có một Phó Tổng Giám đốc phụ tá. Phó Tổng Giám đốc phụ trách những nhiệm vụ do Tổng Giám đốc ủy nhiệm và thay thế Tổng Giám đốc trong lúc vắng mặt. Tổng Giám đốc được bổ nhiệm do Sắc lệnh của Tổng thống chiếu đề nghị của Hội đồng Quản trị Ngân hàng Quốc gia. Phó Tổng Giám đốc được bổ nhiệm bằng quyết định của Thống đốc Ngân hàng Quốc gia, do đề nghị của Tổng Giám đốc và sau khi được Hội đồng Quản trị Ngân hàng Quốc gia chấp thuận. Một Ủy ban Hối đoái được thành lập cạnh Viện Hối đoái để nghiên cứu và quyết định những vấn đề chuyên môn về hối đoái được Tổng Giám đốc Viện Hối đoái nêu ra.

## Nhận định
Viện Hối đoái, trong giai đoạn hoạt động như một cơ quan độc lập, đã góp phần định hình chính sách hối đoái và kiểm soát luồng ngoại tệ trong nền kinh tế miền Nam. Mô hình tổ chức ban đầu giúp tách biệt tương đối giữa hai lĩnh vực then chốt: phát hành tiền (do Ngân hàng Quốc gia đảm trách) và quản lý ngoại hối (do Viện Hối đoái phụ trách), từ đó tránh được xung đột chức năng và đảm bảo tính minh bạch về chính sách. Tuy nhiên, sự tách biệt này cũng dẫn đến hiện tượng thiếu phối hợp hành chính, đặc biệt trong bối cảnh chính sách tiền tệ tài khóa đòi hỏi sự đồng bộ cao. Việc sáp nhập Viện Hối đoái trở lại Ngân hàng Quốc gia năm 1966 được xem là một bước đi hợp lý để cải thiện hiệu quả điều hành, tập trung quyền hạn vào một đầu mối duy nhất, đồng thời đơn giản hóa cơ cấu thể chế tài chính quốc gia.